# Trône (métro de Bruxelles)
Pour les articles homonymes, voir Trône (homonymie).
Trône (en néerlandais : Troon) est une station des lignes 2 et 6 du métro de Bruxelles située à Bruxelles, sur la commune de Bruxelles-ville.

## Situation
La station de métro est située sous la place du Trône, dans l'axe de la petite ceinture. Elle est sous-titrée Parlement européen (en néerlandais : Europees Parlement) sur la signalétique.
Elle est située entre les stations Porte de Namur et Arts-Loi sur les lignes 2 et 6.

## Histoire
La station a été mise en service le 22 décembre 1970. Elle avait le nom de Luxembourg. Elle a été exploitée en mode pré-métro (trams souterrains) jusqu'en septembre 1988. Depuis octobre 1988, elle est desservie par la ligne 2 du métro de Bruxelles. En juin 1993, la station fut renommée Trône, son nom actuel.

## Service aux voyageurs

### Accès
La station compte deux accès :
- Accès no 1 : situé au niveau de la place du Trône (accompagné d'un ascenseur) ;
- Accès no 2 : situé rue Montoyer.

### Quais
La station est de conception classique avec deux voies encadrées par deux quais latéraux.

### Intermodalité
La station est desservie par les lignes 12, 34, 38, 54, 64, 71, 80 et 95 des autobus de Bruxelles et, la nuit, par les lignes N06, N08 et N11 du réseau Noctis.

## À proximité
Le Palais royal.